# Sangonera la Verde
Sangonera la Verde (también denominada Ermita Nueva) es una pedanía del municipio de Murcia, en la Región de Murcia (España). Cuenta con una población de 12 040 habitantes (INE 2021) y una extensión de 14,418 km². Se encuentra a 8 km de Murcia y se sitúa a una altitud media de 95 metros sobre el nivel del mar.

## Geografía
Limita con las siguientes pedanías:
- Al norte: Sangonera la Seca y San Ginés
- Al este: El Palmar
- Al oeste: Sangonera la Seca
- Al sur: Sangonera la Seca, Carrascoy-La Murta y Corvera.

Sangonera la Verde tiene una superficie de 14,418 km², dentro del municipio de Murcia. Aunque este municipio forma parte de la comarca de la Huerta de Murcia, la localidad se sitúa en el denominado Campo de Sangonera, perteneciente al tramo final del valle del Guadalentín, a una altitud de 95 metros sobre el nivel del mar, a los pies de la Sierra de Campoy. 
Por Sangonera la Verde discurre el río Guadalentín, también llamado Sangonera en este último tramo, siendo en el denominado paso de los Carros donde comienza el canal del Reguerón, ideado para evitar las avenidas y trasladar su desembocadura en el río Segura aguas abajo de la ciudad de Murcia.

## Etimología
El nombre de Sangonera proviene de la palabra «sanguinaria», que rememora una batalla que tuvo lugar por la zona, entre árabes y visigodos. Pese a esto no se sabe bien de donde proviene el nombre, ya que también puede deber su procedencia a «Sangre Negra», por un enfrentamiento entre Fernando III el Santo y Mohamed Juseff Ben Hud en la zona, o también por la abundancia en estas tierras de unas especies vegetales identificadas como Sanqunayra: ya sea por el color de su fruto o de su savia, se le llama "verde" porque se regaba con las aguas del río en su crecida, así como del aprovechamiento del agua en la zona. De este modo se distingue entre Sangonera la Verde y Sangonera la Seca. El sobrenombre de Sangonera la Verde es Ermita Nueva.

## Demografía
Según el nomenclátor de 2013, Sangonera la Verde o Ermita Nueva es una entidad singular de población del municipio de Murcia, con 3 núcleos de población y un diseminado. Sus poblaciones empadronadas en dicho año son:
- Sangonera la Verde o Ermita Nueva: 10 709 habas.
  - Sangonera la Verde o Ermita Nueva: 9 688 habas.
  - Torre Guil: 710 hab.
  - Frondoso Valley: 50 hab.
  - Diseminado: 103 hab.

## Naturaleza
- Parque natural Majal Blanco: la finca El Majal Blanco, de 892 ha, es una finca del Ayuntamiento de Murcia que se encuentra situada en la Sierra de Carrascoy, dentro de los límites del Parque Regional Carrascoy-El Valle. Al Majal Blanco se accede por Sangonera la Verde y solo puede visitarse a pie o en bicicleta. Cuenta con un Centro de Interpretación de la Naturaleza del Ayuntamiento de Murcia y un Aula de Naturaleza, cuyo equipamiento funciona con energías alternativas. El Punto de Información se encuentra situado en Torre Guil.

- En la Finca de Mayayo (entre Sangonera y El Palmar) se encuentra el Eucalipto Monumental de El Mayayo, se trata del árbol más grande de la Región de Murcia, con 6,40 m perímetro o cuerda y aproximadamente 30,1 m altura.

- El Torre Guil se encontraba uno de los cuatro CEMACAM que había en España y que era un centro educativo medioambiental que Caja Mediterráneo mantenía abierto todo el año para realizar labores de formación. Ahora se denomina CEMA y tras la desaparición de la Caja Mediterráneo y pasar su Obra Social a la Fundación Caja Mediterráneo, ésta ha recurrido a la Comunidad Autónoma y al Ayuntamiento de Murcia para relanzar el funcionamiento de su centro de estudios y divulgación del medio ambiente.[2]

## Clima

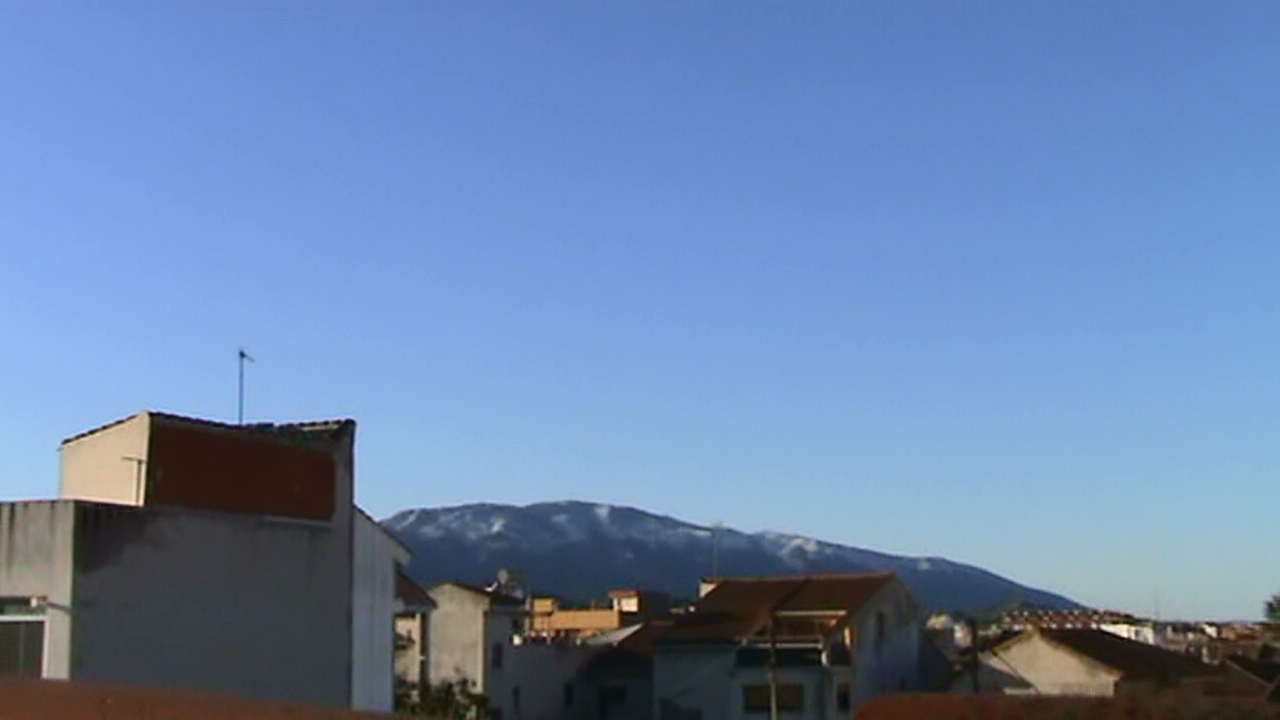
Carrascoy nevada desde Sangonera

El clima es el típico mediterráneo de interior, los inviernos son fríos, pero secos. Las lluvias más abundantes suelen ser en primavera u otoño. Es probable que nieve, en especial, en el mes de diciembre. Los veranos son cálidos.

## Economía

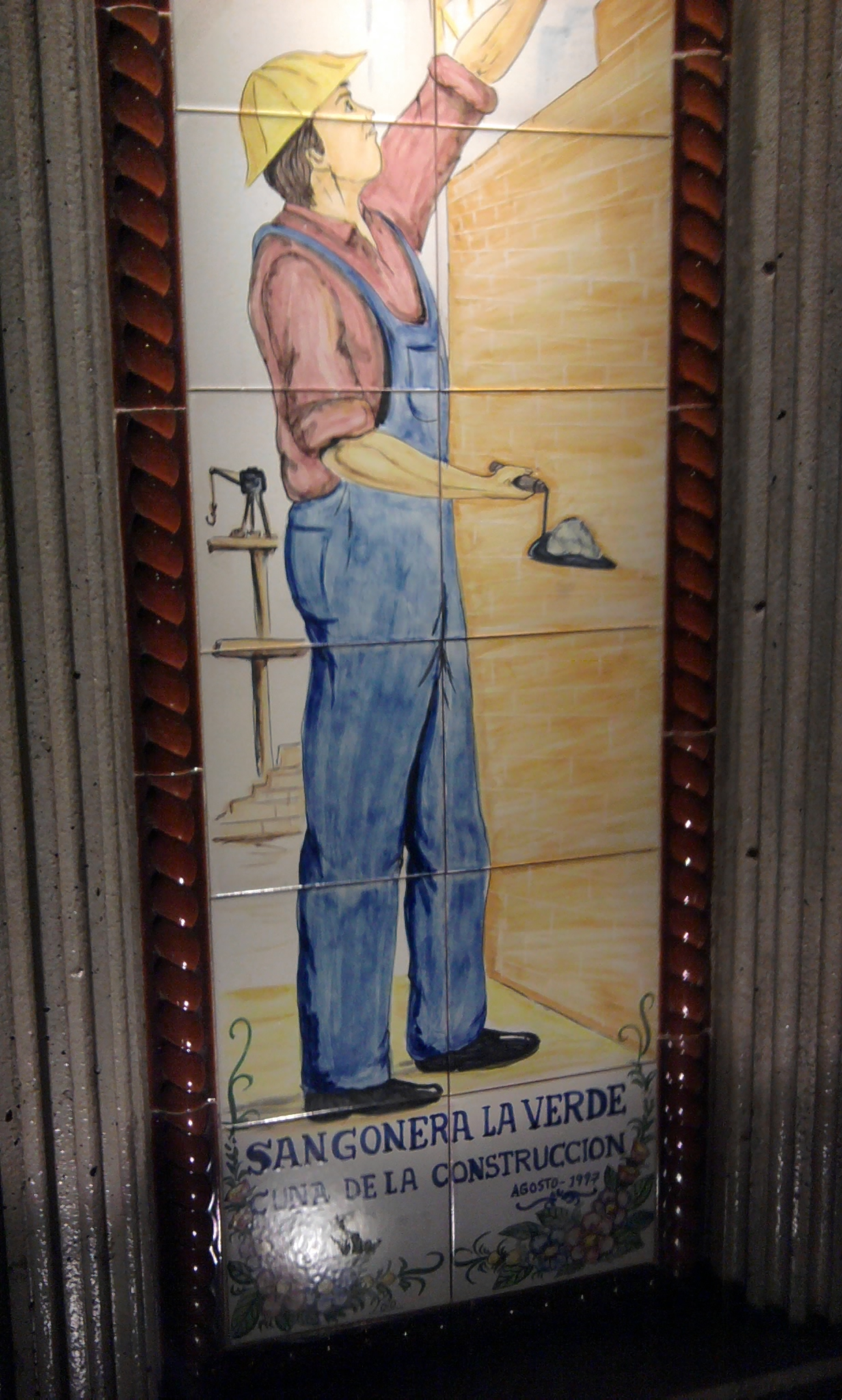
Monumento a la construcción

El sector predominante de la pedanía es la construcción, siendo así Sangonera la Verde un centro de la construcción de Murcia. En la población también se sitúa la cárcel provincial de Sangonera, el reformatorio de menores, el centro de exámenes de la DGT y el centro de internamiento de inmigrantes de Sangonera la Verde, uno de los 9 centros que hay en España. Sangonera también contará con uno de los más grandes centros internacionales de formación misionera del mundo. Estará situado próximo a El Mayayo. Será la sede del Seminario Mayor Diocesano Internacional y Misionero Redemptoris Mater que tendrá incluido dos iglesias, un seminario, una biblioteca, aulas, varias salas de conferencias y un campo de fútbol.[cita requerida] Entre El Palmar y Sangonera la verde se encuentra el Mercamurcia y el archivo municipal.
En Sangonera la Verde se va a construir la Academia de Policías Locales de la Región de Murcia y también está en proyecto la creación de la ciudad deportiva del Real Murcia junto al campo de fútbol El Mayayo de Sangonera. La población es la segunda productora de Belenes artesanales de la Región de Murcia y de España, justo detrás de Puente Tocinos. El mercadillo semanal municipal se celebra todos los sábados por la mañana en la calle Rosalinda.

## Servicios públicos

### Educación
Sangonera la Verde tiene 4 colegios, 3 centros especializados solo en educación infantil y 2 institutos. La pedanía también cuenta con una Biblioteca Municipal.

## Deportes
- Fútbol:
  - hasta 2010 el Sangonera Atlético, en 2.ª división B, se encontraba en Sangonera, pero este se trasladó a la ciudad de Lorca. Hasta el año 1996 existían en Sangonera la Verde dos equipos de fútbol: el Sangonera Atlético, fundado en 1975 y manejado por los hermanos Chelines que consigue llegar a militar en Preferente, y el Sangonera CF de los hermanos Espín, fundado en 1992 y que en 1994 asciende a Preferente. En 1994 la pedanía de Murcia cuenta con dos equipos enfrentados en la misma categoría regional. Tras dos campañas con la afición enfrentada entre uno y otro equipo José Ros Mayor consigue convencer a ambas directivas que lo mejor es fusionar ambos clubes en uno solo. En julio de 1996 se forma el Sangonera Atlético Club de Fútbol. Juan Hernández Martínez fue su primer presidente y se eligió usar camiseta amarilla y pantalón azul. En su primera temporada consiguió el ascenso a Tercera División siendo campeones con la cifra récord de 101 puntos. En la temporada 1997/98 debutó en Tercera División. Se clasificaron como 3.º para disputar la fase de ascenso a Segunda División B. En la liguilla de ascenso fue segundo por detrás del Palamós CF. Tras la temporada varios de los mejores jugadores abandonan el club y en la siguiente (1998/99) casi desciende a Preferente. Aunque el club consiguió mejores clasificaciones, no alcanzó el play-off como en la temporada del debut. Para la temporada 2001/02 cambió la camiseta amarilla por una azul de mangas amarillas y casi logra clasificarse entre los cuatro primeros, quedando empatado a 80 puntos con el Lorca CF. En la campaña 2004/05, vistiendo camiseta verdiblanca y pantalones blancos, se proclamó subcampeón del grupo y jugó la eliminatoria de ascenso a Segunda B. Tras eliminar al CD Eldense en semifinales perdió con el CE L'Hospitalet los dos partidos de la final. En la 2006/07 consiguió clasificarse 4.º en la última jornada empatando a 0 en casa del AD Mar Menor, que ocupaba hasta ese momento la última posición, lo que daba derecho a la eliminatoria. Es eliminado en semifinales por el Algeciras CF. En la 2007/08, tras ser subcampeón de grupo, consiguió el ascenso derrotando al Reus Deportiu y derrotando en la final al CD Toledo. Los siguientes dos años jugó en 2.ª División B.
  - El Costa Cálida de Tercera División, que venía jugando sus partidos en Beniju, se traslada a Sangonera la Verde tras la venta del Sangonera Atlético.
  - En 2011 la Universidad Católica San Antonio compra el Costa Cálida que pasa a llamarse UCAM Murcia Club de Fútbol.
  - En 2012 Sangonera vuelve a tener fútbol en 2ªB gracias al ascenso del UCAM Murcia.

- Fútbol Sala:
  - El pueblo cuenta con un club de Fútbol Sala que participa en diferentes competiciones por edades (sénior, liga nacional, infantiles, femenino, prebenjamin, cadete, etc), siendo uno de los más numerosos de la Región.
  - En la temporada 2018/2019, el ED SANGONERA LA VERDE FEMENINO se proclamó campeón de liga a nivel Preferente y peleó por el ascenso a 2.ª división nacional contra el equipo SANTILLANA de la ciudad de melilla, donde en la ida las sangonas se impusieron por 2-4 y en la vuela, volvieron a ganar por 5-0. Finalmente, y tras la falta de patrocinadores, no pudieron ascender.

- Ciclismo:
  - Sangonera cuenta con un club ciclista, el «Club Ciclista Sangonera la Verde».
  - La marcha no competitiva de mountain bike Integral de la Cabra tiene como salida y meta la pedanía desde su inicio en 2006.

- Baloncesto
- Hay un equipo de baloncesto llamado El Capitán-EDB en 2.ª autonómica.

- Atletismo
  - Carrera Popular de 7 km por las Fiestas (julio de 2012 1.ª edición). Premios en categorías masculina, femenina y veteranos

- Otros:
  - Sangonera cuenta con un club hípico, «Club Hípico Carrascoy», en Torre Guil.
- Desde marzo de 2012 se celebra el campeonato de Boxeo Nacional «Noche de Gloria».

Destacan las siguientes instalaciones deportivas:
- Pabellón polideportivo
- Piscina Municipal
- Estadio de Fútbol  El Mayayo para 2500 espectadores
- Campo de césped artificial junto al estadio del Mayayo
- Circuito Motocross
- Carril bici

## Fiestas

### Fiestas de la Patrona
Las fiestas de Sangonera la Verde tienen lugar en torno a las dos últimas semanas del mes de julio, hasta el día 2 de agosto, ya que es ese día cuando se celebra el día de la patrona del pueblo, Nuestra Señora de los Ángeles, que en el año 2009 cumplió su 50 aniversario siendo patrona de la pedanía. Ese día se celebra la tradicional Romería. Las Fiestas comienzan el antepenúltimo sábado del mes de julio con la coronación y el pregón de Fiestas.
Se celebran varios concursos (pintura, lanzamiento de Ladrillo, carreras de cintas de Caballo, atrapar al cochinillo, etc). Además se realizan actuaciones de grupos de baile y cantantes conocidos tanto dentro como fuera de la Región, así como un festival de folklore entre otros espectáculos.

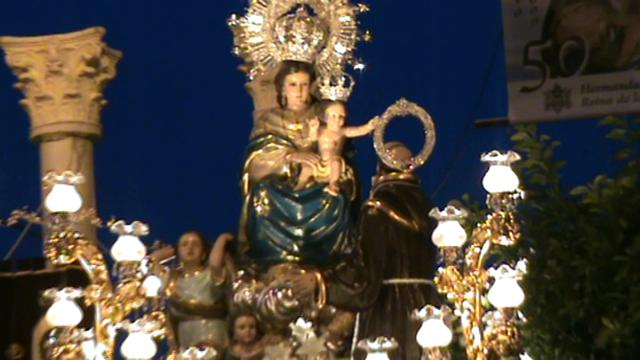
Nuestra Señora de los Ángeles patrona de Sangonera la Verde en la ceremonia del 50.º aniversario de su coronación

En cuanto al tema religioso, se realiza un novenario por barrios que comienza el día 24 de julio, en cada novena se realiza una procesión con una réplica de la patrona en miniatura por los barrios, los cuales ese día organizan la novena.

### Fiestas de los Barrios
- Durante la última semana de abril y la primera semana de mayo, en torno al 3 de mayo tiene lugar la celebración de las fiestas en honor a la Santa Cruz, situadas en el barrio del Palmeral de Sangonera la Verde. Estas fiestas son destacadas por su Romería de la Patrona del pueblo y la Santa Cruz al Barrio, día en el que algunos vecinos se visten con el traje regional.

- En el barrio de la Purísima se celebran fiestas entre abril y mayo en honor a la Purísima, imagen que donó una vecina del barrio a la Iglesia hace 70 años y que fue coronada en 2009.

### Semana Santa
En Semana Santa, la pedanía lleva a cabo varias procesiones: el Vía Crucis de Viernes de Dolores, Domingo de Ramos, la procesión de Jueves Santo, la procesión del silencio en la noche del Jueves Santo a Viernes Santo y la procesión de Viernes Santo. En las procesiones participan los cofrades de las tres cofradías: Cofradía de San Juan y La Dolorosa, Cofradía de Jesús Nazareno y Cofradía Las Verónicas esta última formada exclusivamente por mujeres
Pasos:
- Jueves Santo: La Verónica, Jesús Nazareno, el Señor en la Cruz, San Juan y La Dolorosa.

- Viernes Santo: La Piedad, Sepulcro, la Cruz Vacía, San Juan y La Dolorosa.

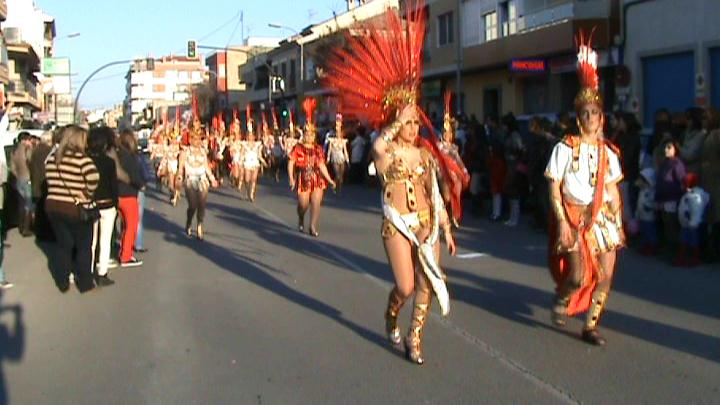
Carnaval 2012

### Carnavales
También se celebran los carnavales en los que participan varias comparsas y alrededor de 500 personas con premios económicos para todos los grupos, se celebra el sábado antes de Martes de Carnaval y un día antes, todos los colegios del pueblo realizan su propio carnaval infantil.

### Navidad
En las fiestas de Navidad se instalaba una carpa en el recinto de fiestas para realizar diversas actividades y espectáculos, además, se instala un árbol de Navidad y un belén en frente de esta carpa. Nochebuena, Nochevieja y la Noche de Reyes son las fiestas más importantes. Además el día 5 de enero se realiza la tradicional cabalgata y la entrega de cartas a los Reyes Magos.

### Otras Tradiciones
- campoy: 17 de enero se celebra como es tradición pasando el día en el monte.
- come: el 2 de febrero se celebra igual que San Antón.
- np: es tradición la quema de unos muñecos en las hogueras, o los llamados Achos en el pueblo, principalmente celebrado entre los jóvenes a la medianoche del día 24 de junio.
- Semana de la Mujer: la semana del de marzo Organizada por la Asociación de Mujeres.
- Corpus Christi: Procesión el domingo que sigue al día del Corpus.
- La asociación de vecinos Ermita Nueva también realiza un día cultural con teatro, grupos de música, etc. En el mes de junio y durante el verano realiza un día a la semana de cine de verano.
- Se realiza un mercadillo medieval entre septiembre y octubre.

### Folclore Regional
La peña huertana 'El Cuartillo' es la encargada de difundir las tradiciones huertanas por la pedanía, mediante actividades, fiestas, etc.

## Comunicaciones

### Por carretera
Se accede desde El Palmar por la carretera MU-603, que discurre paralela a la N-340 de Murcia a Lorca. Ambas carreteras discurren entre las Sierras de Espuña al oeste y de Carrascoy al este. Al sur de la pedanía se encuentra la Carretera del Palmar-Mazarrón, que tras atravesar otras pequeñas pedanías, une a Sangonera con la Bahía de Mazarrón. En 2009 se abrió al tráfico la Variante de Sangonera la Verde.

### Autobús
El servicio de transporte público urbano es operado por TMP Murcia, que conecta la pedanía con la ciudad de Murcia.
| Línea | Recorrido                                                          | Recorrido                                                          | Recorrido                                                          |
| ----- | ------------------------------------------------------------------ | ------------------------------------------------------------------ | ------------------------------------------------------------------ |
| 28    | Sangonera la Verde - El Palmar - Aljucer - Murcia (Palacio Almudí) | Sangonera la Verde - El Palmar - Aljucer - Murcia (Palacio Almudí) | Sangonera la Verde - El Palmar - Aljucer - Murcia (Palacio Almudí) |

También dispone de conexiones con Mazarrón.

## Lugares de interés

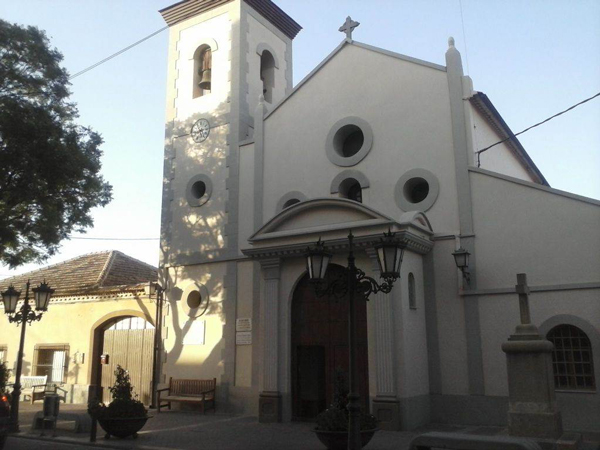
Iglesia de sangonera la verde Fachada restaurada en 2009

- Iglesia de Nuestra Señora de los Ángeles
- Ermita de la Santa Cruz
- Estructura Hidráulica del Pocito
- Parque natural de Carrascoy y el Valle
- Urbanización "Torre Guil"
- Cemacam Torre Guil
- Parque natural Majal Blanco
- Finca El Mayayo

## Personas destacadas
- Pedro Barrancos (1988), futbolista.